# Paul Damen
Paul Henricus Maria (Paul) Damen ('s-Hertogenbosch, 15 april 1954 – Amsterdam, 13 november 2024) was een Nederlands journalist, columnist, schrijver en (radio)presentator.

## Afkomst en jeugd
Hij was zoon van onderwijzeres Johanna Louise Elsenburg en Adrianus Johannes Damen. Damens grootouders kwamen uit Nederlands-Indië, waar de familie onder andere in Soerabaja woonde. Ook zijn moeder was in Nederlands-Indië (Kediri) geboren. Damen groeide op in Den Bosch en doorliep het gymnasium Beekvliet in Sint-Michelsgestel. Tijdens zijn dienstplicht was hij actief lid van de Vereniging van Dienstplichtige Militairen. Na zijn diensttijd studeerde Damen politicologie, sociale geschiedenis en massacommunicatie aan de Universiteit van Amsterdam. In deze tijd was hij redacteur van het universiteitsblad Folia Civitatis (1984-1988), en bestuurslid bij Machiavelli. Hij was actief binnen de PSP en later de CPN, waar hij na een conflict vertrok.

## Journalistieke carrière
Tijdens en na zijn studie leverde hij freelance bijdragen aan onder meer De Waarheid, Panorama, Intermediair, de Volkskrant, De Groene Amsterdammer, de Haagse Post en HP/De Tijd. Vanaf 1995 werkte hij bij de regionale tv-zender AT5 als redacteur, presentator en politiek verslaggever. In 2005 werd hij door AT5 geschorst na een meningsverschil met toenmalig hoofdredacteur Erik van Zwam. Drie jaar later werd hij hoofdredacteur van het Nieuw Israëlietisch Weekblad (NIW). Hij was precies een jaar in functie.
Vervolgens maakte hij voornamelijk radioprogramma's voor de Joodse Omroep (zoals Joods op zondag, De kunst van het luisteren en Mozes), totdat deze omroep in 2016 ophield te bestaan. Damen was sceptisch tegenover de monarchie en een overtuigd republikein. Later werd hij redacteur bij De Republikein, tijdschrift voor politiek, cultuur, recht & burgerschap.
Damen schreef eens per twee maanden columns voor de Joodse nieuws- en achtergrondensite Jonet.nl. Hij schreef stukken over de actualiteit, maar was ook niet bang om historische onderwerpen aan te snijden. Hoge bomen als Dries van Agt, Yasser Arafat, Suha Arafat, Gretta Duisenberg en Anja Meulenbelt werden door hem niet gespaard. Ook schreef hij opinies voor het NIW, ThePostOnline en andere media. 
Paul Damen publiceerde tevens een aantal boeken, waaronder een essaybundel over de jaren zestig, kleine biografieën van Paul de Leeuw en Renate Rubinstein, en een boek over gedichten van dictators: Bloemen van het kwaad: gedichten van dictators. Onderzoek bracht aan het licht dat dit boek grotendeels uit bedrog en plagiaat was samengesteld. 
Voor de Tweede Kamerverkiezingen van 2021 stond hij op nummer 10 van de kandidatenlijst van de Partij voor de Republiek. Hij kreeg twee voorkeurstemmen.
Damen overleed thuis in Amsterdam na een korte, maar heftige ziekte. Op de dag van zijn begrafenis maakte het NIW bekend dat hij hoogstwaarschijnlijk niet Joods was, hoewel hij zelf had gezegd dat hij een Joodse moeder had.